# 김원묵기념 봉생병원
김원묵기념 봉생병원은 부산광역시 동구 중앙대로 401에 위치한 정화의료재단 산하 종합병원이다.

## 연혁
- 1949년 9월 봉생소아과의원 개원(서울 종로구 소격동)
- 1956년 9월 봉생신경외과의원 개원(부산 동구 좌천동 고가도로 부근)
- 1957년 봉생신경외과의원 이전(부산 동구 좌천동 68-11번지)
- 1967년 10월 봉생신경외과병원으로 승격(60병상)
- 1983년 김원묵기념 봉생병원으로 명칭 변경
- 1989년 봉생문화회 재단 설립
- 1993년 9월 의료법인 정화의료재단으로 법인 전환
- 2001년 봉생문화회 -> 사단법인 봉생문화재단으로 개칭
- 2005년 5월 신관 신축 공사 완공

## 같이 보기
- 동래봉생병원